# Тал (приток Емъёгана)
Тал — река в России, протекает по Ханты-Мансийскому АО. Устье реки находится в 27 км по правому берегу реки Емъёган. Длина реки составляет 59 км.

## Притоки
- 25 км: река без названия (лв)
- 43 км: река без названия (пр)
- 45 км: Малый Айтауты (пр)
- 51 км: река без названия (пр)

## Данные водного реестра
По данным государственного водного реестра России относится к Нижнеобскому бассейновому округу, водохозяйственный участок реки — Обь от впадения Иртыша до впадения реки Северная Сосьва, речной подбассейн реки — бассейны притока Оби от Иртыша до впадения Северной Сосьвы. Речной бассейн реки — (Нижняя) Обь от впадения Иртыша.
Код объекта в государственном водном реестре — 15020100112115300019115.